# Ромоданов Сергій Дмитрович
Сергій Дмитрович Ромоданов (1899—1975) — радянський актор театру та кіно. Народний артист РРФСР (1953).

## Біографія
Народився 31 липня (12 серпня) 1899 року у місті Лівни (нині Орловська область) у сім'ї провінційних акторів. У 1912 році вступив до Лівенського реального училища. Через три роки родина переїхала до Грозного, і майбутній артист закінчив освіту у Грозненському реальному училищі у 1919 році. У 1920 році вступив до художньої майстерні режисера Арзамасова до Баку. У 1921—1923 роки — служить у драматичному театрі Пура в Хіві; у 1925—1926 роках — артист Хівінського міського театру; у 1926—1927 роках — режисер театру-клубу залізничників станції Урсатьєвської Ташкентської області; у 1936—1937 роках — артист і режисер міського театру Благовіщенська; в 1937—1938 роки — артист державного театру російської драми в Іжевську. З 1938 — актор ЯГАТД імені Ф. Г. Волкова. Член ВКП(б) із 1943 року.
Помер 23 вересня 1975 року. Похований на Західному (Чурилківському) цвинтарі Ярославля.